# WWE Raw
WWE Raw (również WWE Monday Night Raw lub Raw) – program telewizyjny o tematyce wrestlingowej, emitowany na żywo co poniedziałek na amerykańskiej stacji Netflix. Nazwa programu używana jest też w odniesieniu do brandu Raw, do którego przypisana jest większa część zawodników WWE. Pierwsza emisja Raw odbyła się 11 stycznia 1993 i od tego czasu program uznawany jest za najważniejszą tygodniówkę WWE.
Raw zostało przeniesione z USA Network na TNN (późniejsze Spike TV) we wrześniu 2000. 3 października 2005, WWE Raw powróciło na stację USA Network, za pośrednictwem której transmitowane było do 30 grudnia 2024, gdzie od 6 stycznia 2025 roku, przeniesie się na platformę streamingową Netflix, która ma nadawać program przez okres co najmniej 10 lat. Sieć WWE Network zakończyła działalność w Stanach Zjednoczonych 5 kwietnia 2021 roku, a cała zawartość została przeniesiona do Peacock, który obecnie ma większość poprzednich odcinków Raw, z wyłączeniem treści, które zostały ocenzurowane lub usunięte przez dział standardów i praktyk Peacock.
Od pierwszego odcinka, Raw transmitowano na żywo z 209 różnych aren w 172 miastach jedenastu różnych krajów (Stany Zjednoczone, Wielka Brytania, Kanada, Afganistan, Irak, Południowa Afryka, Niemcy, Japonia, Włochy, Indie, Meksyk, Arabia Saudyjska).

## Historia

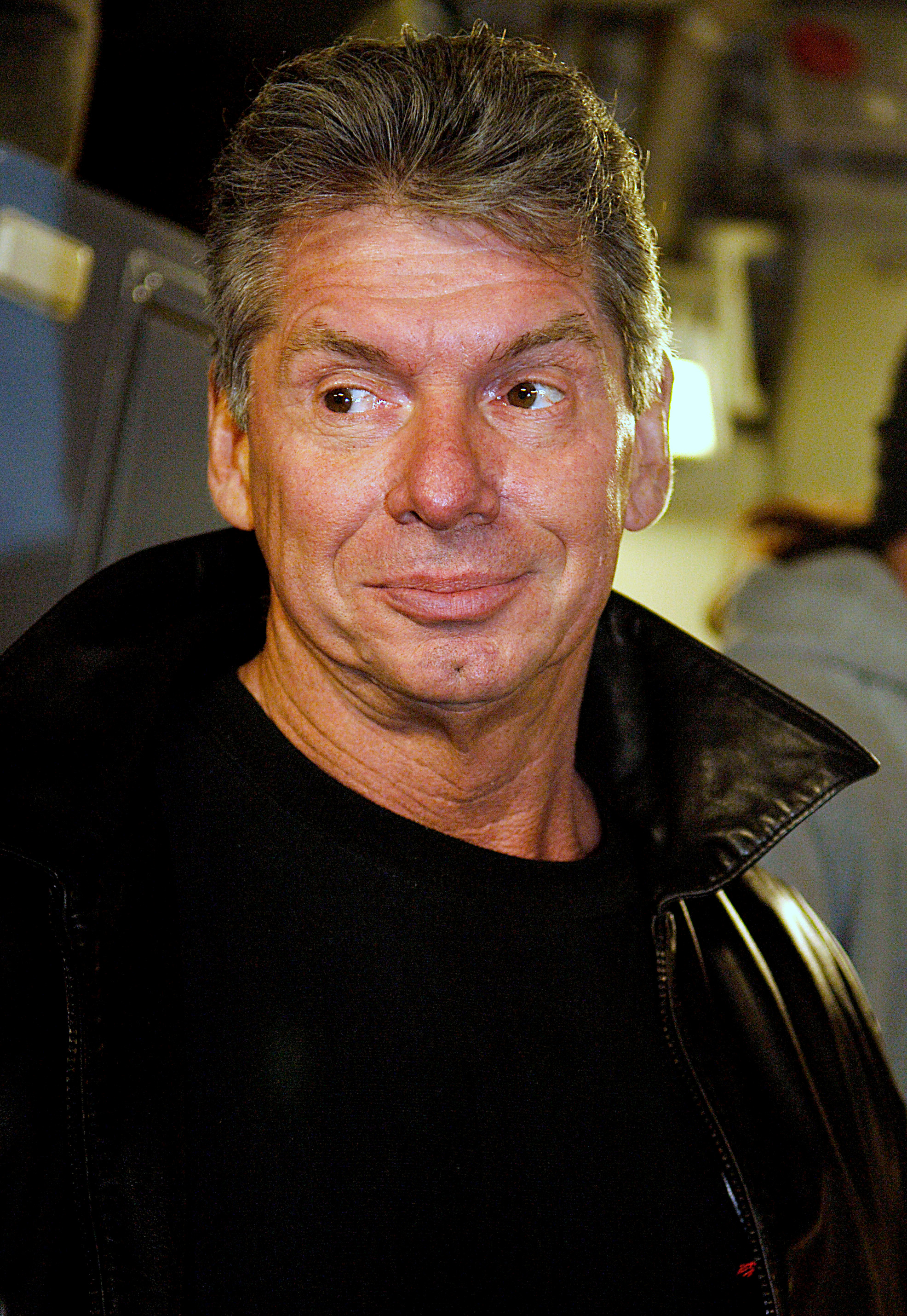
Vince McMahon, właściciel WWF (obecnie WWE), twórca Raw i komentator programu w latach 1993–1997

### USA Network (1993–1999)

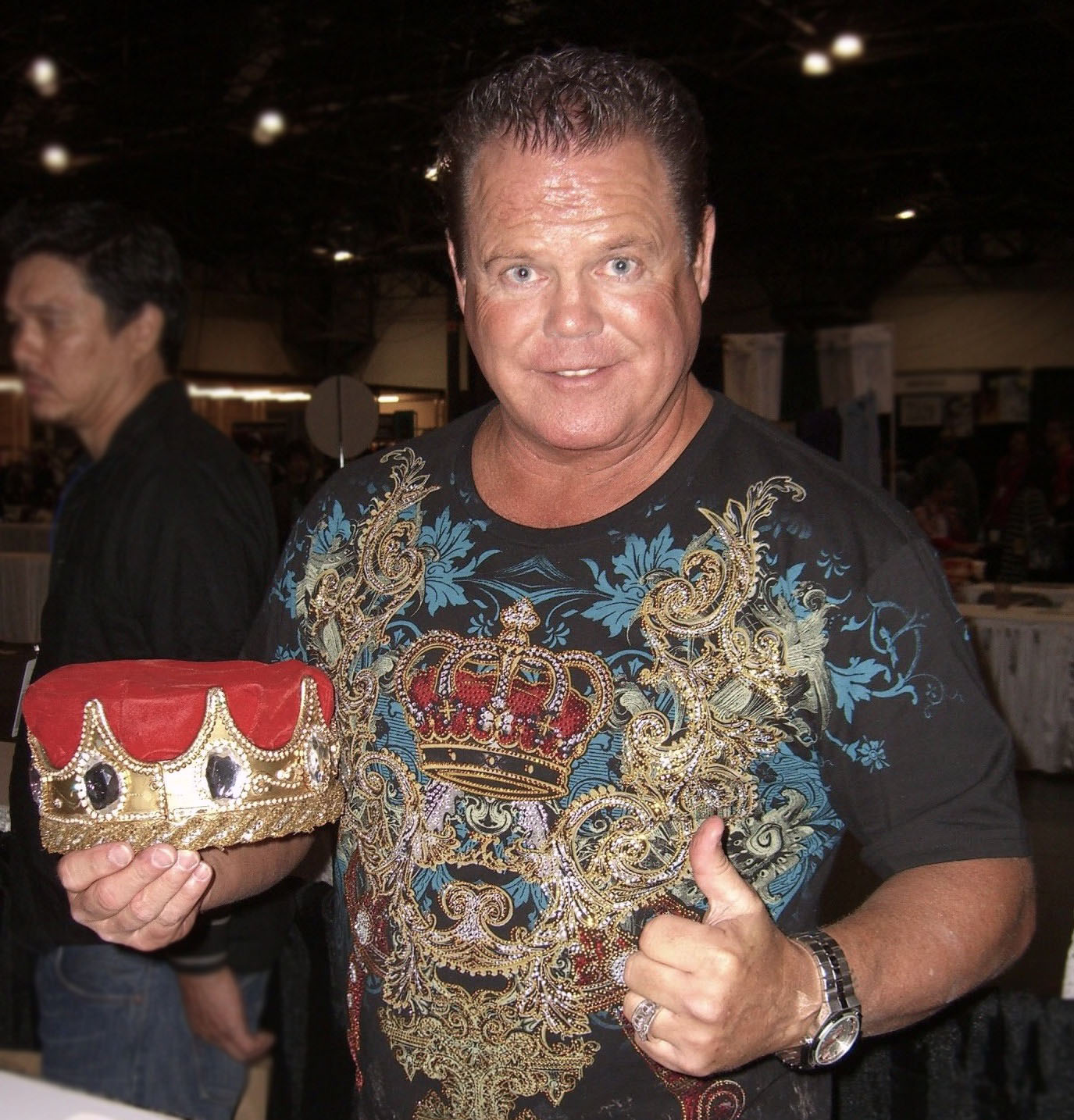
Jerry Lawler, komentator Raw w latach 1995–2015

Logo Raw w latach 1993–1997

Pierwszy odcinek WWF Monday Night Raw został wyemitowany 11 stycznia 1993 na USA Network. Nowy program miał zastąpić Prime Time Wrestling, które było emitowane na kanale przez osiem lat. Raw stało się pionierem profesjonalnego wrestlingu w telewizji. Do tej pory, gale wrestlingu nagrywane były w małych halach z niewielką widownią lub na nieco większych arenach. Format Raw różnił się od formatów ówczesnych, nagrywanych z wyprzedzeniem weekendowych gal WWF (Superstars i Wrestling Challenge). Zamiast nagrywania walk, komentarza i monologów wrestlerów z wyprzedzeniem, całość Raw nadawana była na żywo.
Pierwotnie, Raw transmitowane było co tydzień z Grand Ballroom at Manhattan Center Studios, małego teatru w Nowym Jorku. Połączenie przytulnych aren i akcji na żywo przyniosło zyski federacji, lecz po pewnym czasie, cotygodniowe gale na żywo spowodowały straty finansowe w WWF. Od wiosny 1993 do wiosny 1997, po jednym Raw na żywo (zazwyczaj po gali pay-per-view) nagrywano kilka kolejnych odcinków. WWF nagrało kilkanaście gal Raw w Mid-Hudson Civic Center w Poughkeepsie w stanie Nowy Jork (w latach 1984–1986, w Civic Center nagrywano inną tygodniówkę WWF – Championship Wrestling). W listopadzie 1993 nagrano pierwszy odcinek Raw spoza Nowego Jorku (gala odbyła się w Bushkill w Pensylwanii). Wkrótce Raw opuściło Manhattan Center, a kolejne odcinki programu produkowane były w różnych miastach w Stanach Zjednoczonych.
Kolejną cechą charakterystyczną Raw były walki pomiędzy ważniejszymi zawodnikami federacji (Shawn Michaels, Bret Hart, Mr. Perfect, Doink the Clown, The Undertaker, Yokozuna czy 1-2-3 Kid). Wcześniej, większość walk w cotygodniowych programach WWF była „squashami” (krótkimi walkami znanych zawodników z nieznanymi lokalnymi wrestlerami). Jedynie na Saturday Night’s Main Event i The Main Event organizowano walki podobne do tych z Raw, lecz, w przeciwieństwie do poniedziałkowego programu, te dwie gale odbywały się nieregularnie. Na Raw odbywały się również walki rozwijające wizerunki wrestlerów i rywalizacje między nimi.
Vince McMahon, „Macho Man” Randy Savage i Rob Bartlett byli pierwotnymi gospodarzami show; brali też udział w komentowaniu gali. Bartlett – komik nieznający się na wrestlingu – został wkrótce zastąpiony przez Bobby’ego Heenana. Heenan opuścił federację w grudniu 1993, zaś Savage pożegnał się z WWF w październiku 1994. McMahon stał się głównym prowadzącym Raw. W kwietniu 1995, do McMahona dołączył Jerry Lawler, który rolę komentatora pełnił aż do stycznia 2015.

#### Raw is Wari Monday Night Wars (1995–1999)
We wrześniu 1995, główny rywal WWF – federacja World Championship Wrestling (WCW) – rozpoczęła transmitować na żywo swoją tygodniówkę, WCW Monday Nitro. Godzina transmisji Raw i Nitro zaczęła się pokrywać 11 września 1995. Przez to, że Raw nadal było nagrywane na zapas, komentator Nitro i wicedyrektor WCW Eric Bischoff często ujawniał widzom wyniki walk nagrywanych gal odcinków Raw. Przyczyniło się to do spadku oglądalności tygodniówki WWF.

Do połowy 1996, Raw i Nitro dorównywały sobie pod względem oglądalności. Stan rzeczy zmienił się jednak w maju 1996, kiedy to WCW rozpoczęło storyline związany z ugrupowaniem New World Order. Dzięki temu storyline’owi, Nitro zaczęło wygrywać w poniedziałkowej wojnie o oglądalność. 

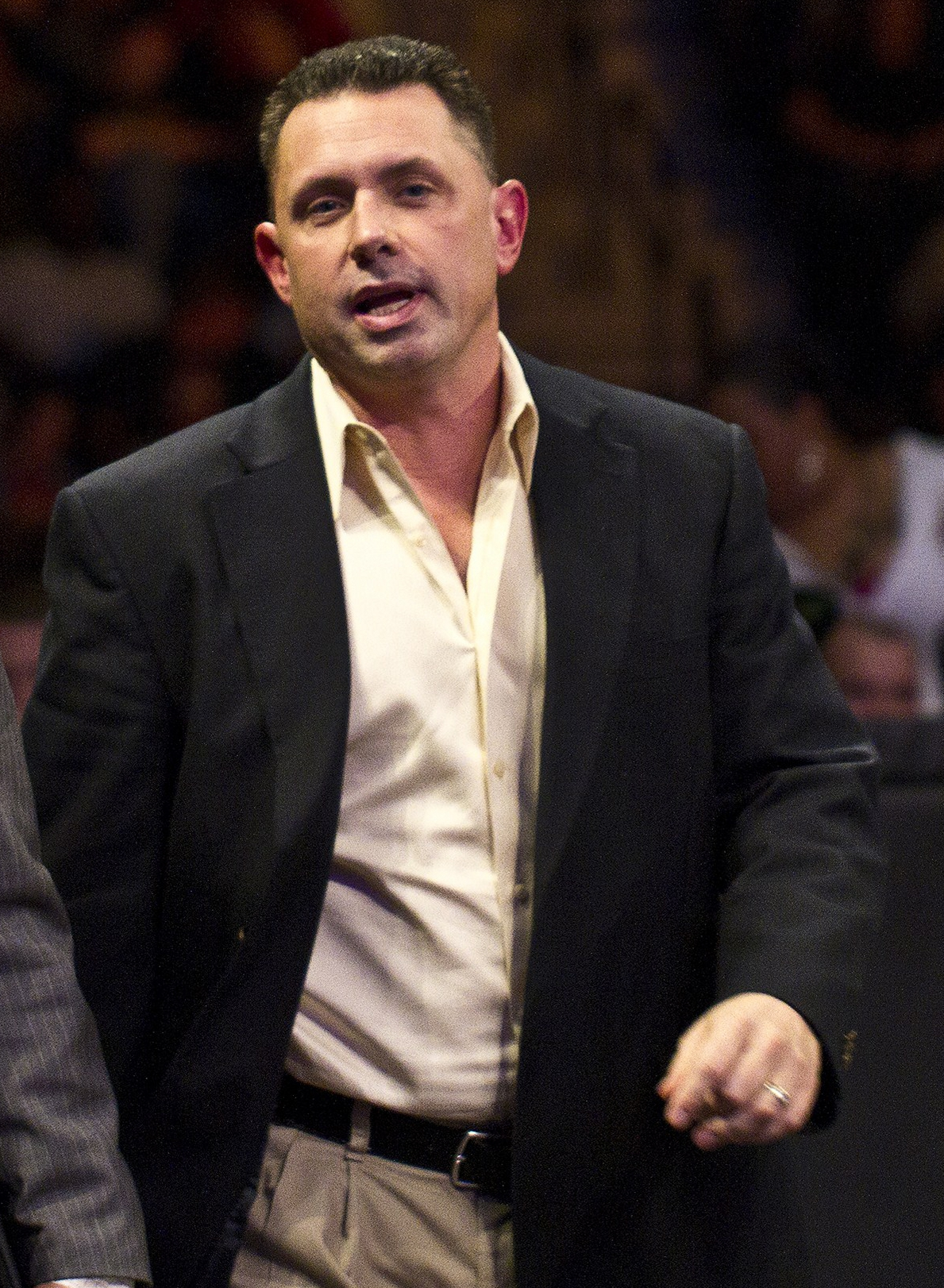
Michael Cole – komentator Raw w latach 1997–1999 i 2008–obecnie

Kontrowersje wzbudził odcinek Raw z 4 listopada 1996, podczas którego Brian Pillman wyciągnął broń i wycelował w Steve’a Austina podczas segmentu we własnym domu. Ponadto, Pillman zaczął przeklinać na wizji, a ponieważ Raw nadawane było na żywo, jego wypowiedzi nie zostały ocenzurowane. Kierownictwo USA Network nie było zadowolone z odcinka i zmusiło WWF i Pillmana do przeprosin za incydent. Kilka dni później, Pillman został wysłany do szpitala psychiatrycznego. Tej samej nocy zadebiutował znany wówczas jako Rocky Mavia Dwayne Johnson.
Kiepska oglądalność poniedziałkowej tygodniówki WWF w styczniu 1997 spowodowała wydłużenie czasu transmisji Raw do dwóch godzin. WWF zaczęło też częściej nadawać Raw na żywo. Od lutego, jedno Raw na żywo przeplatało się z jednym nagranym odcinkiem.
Wraz z wdrążeniem dwugodzinnego formatu rozpoczęła się tzw. Attitude Era. Na Monday Night Raw zaczęto przedstawiać ostrzejsze storyline’y, kierowane raczej do nastolatków i dorosłych, niźli, jak miało to miejsce do tej pory, do młodszej części widowni. Kolejną próbą przerwania dominacji Nitro była współpraca WWF z Extreme Championship Wrestling (ECW). Na wyzwanie ECW do walki przez Jerry’ego Lawlera odpowiedzieli Tazz, Mikey Whipwreck, Sabu, Tommy Dreamer, D-Vona Dudley i The Sandman, a także „reprezentant ECW” Paul Heyman. Reprezentanci ECW zaczęli pojawiać się i walczyć na galach organizowanych przez WWF.
Po tym, jak odcinek Raw z 3 marca 1997 został bardzo źle przyjęty przez fanów (zyskując oglądalność 1,9 mln, jedną z najniższych w historii WWF), postanowiono całkowicie zmienić wizerunek poniedziałkowej tygodniówki. Program otrzymał nowy set, nazwę (Raw is War) oraz motyw muzyczny („The Beautiful People” Marilyna Mansona). Odcinek z 17 marca 1997 ukazał ostrą kłótnię Breta Harta z Vince’em McMahonem; większość wyzwisk i wulgaryzmów użytych przez Harta nie objęto cenzurą.
W 1997 wprowadzono do Raw wiele kontrowersyjnych rywalizacji, storyline’ów i postaci: deklaracja walki Breta Harta i jego Hart Foundation ze stylem życia Amerykanów, debiut Kane’a i jego rywalizacja z własnym bratem i niedoszłym mordercą – The Undertakerem, wojny gangów pomiędzy Nation of Domination, Disciples of Apocalypse i Los Boricuas, rywalizacja Steve’a Austina z władzami WWF (w tym z właścicielem WWF – Vince’em McMahonem) oraz powstanie ugrupowania D-Generation X. Na gali Survivor Series w listopadzie miał miejsce niesławny Montreal Screwjob; sędzia walki o WWF Championship między Bretem Hartem a Shawnem Michaelsem, pod nakazem Vince’a McMahona przerwał starcie, ogłaszając Michaelsa nowym mistrzem WWF. Wydarzenie to wywołało chaos na zapleczu, ponieważ pracownicy WWF, w tym sam Bret Hart, nie wiedzieli o zmianie wyniku walki. Dzień po Survivor Series, Hart opuścił WWF na rzecz WCW. 17 listopada, McMahon, zapytany w wywiadzie o incydent w Montrealu wypowiedział słynne słowa „Bret Hart screwed Bret Hart”.

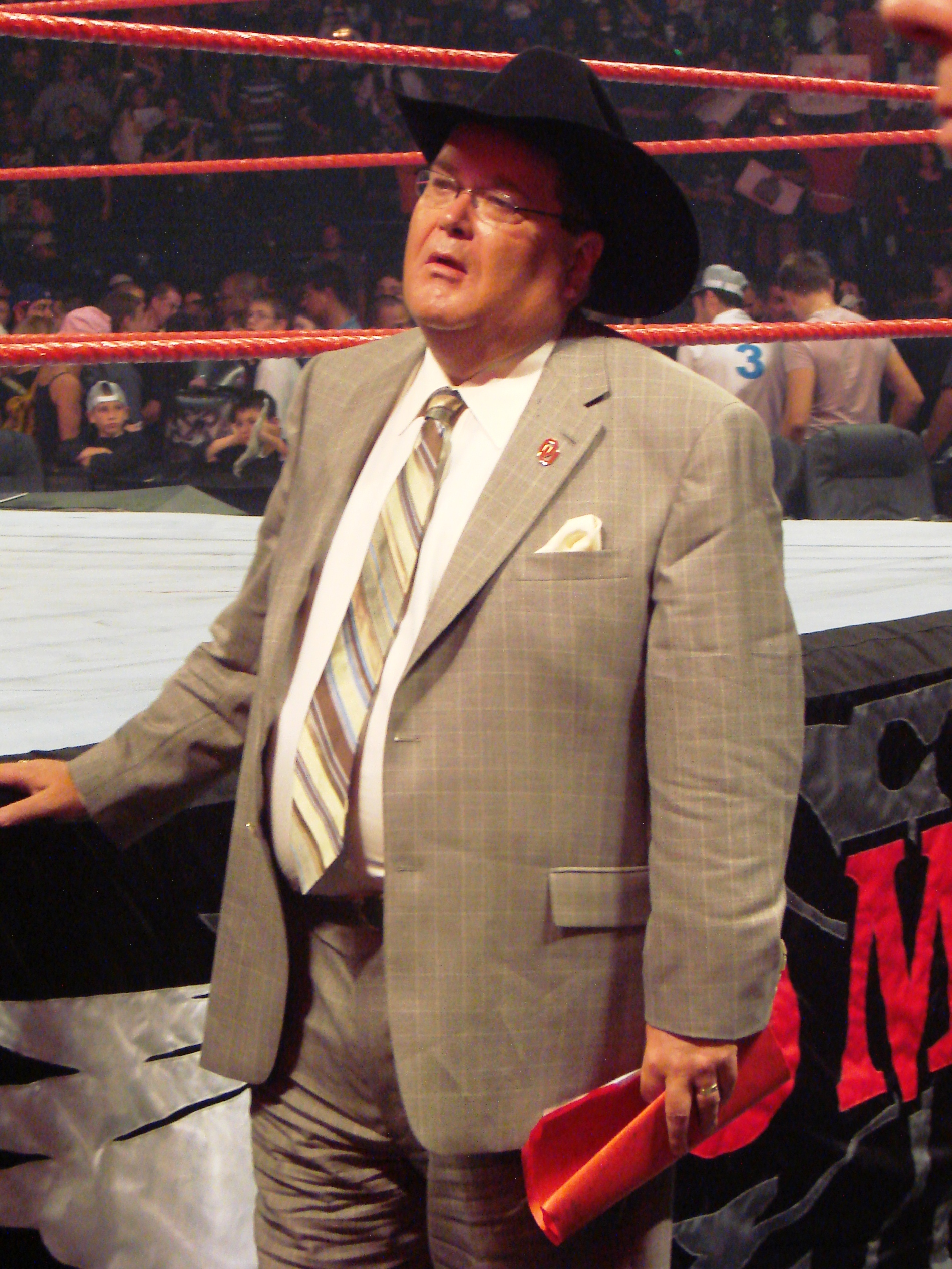
Jim Ross, wieloletni komentator Raw

Po WrestleManii XIV w marcu 1998, WWF zaczęło wygrywać w poniedziałkowej wojnie z WCW. Do przejęcia przewagi przyczyniły się gwiazdy takie jak Stone Cold Steve Austin, The Rock, Triple H, Mankind oraz The Undertaker. Uwagę fanów przyciągnęła rywalizacja między Vince’em McMahonem a faworytem publiczności Stone Coldem Steve’em Austinem. Odcinek Raw is War z 13 kwietnia 1998, na którym odbyła się walka pomiędzy Austinem i McMahonem, przerwał zwycięską serię Nitro. Roster WWF wypełniony był młodymi zawodnikami, w przeciwieństwie do rosteru WCW, w którym dominowali starsi wrestlerzy. 27 kwietnia 1998, D-Generation X udało się wozem wojskowym pod arenę, w której tego dnia miało odbyć się Nitro. Cały dzień ugrupowanie prowokowało WCW i przeprowadzało wywiady z fanami, którzy informowali ich, że bilety na Nitro otrzymali za darmo (WCW chciało wypełnić arenę rozdając niewykupione bilety). Cała „inwazja” D-Generation X została nagrana, a jej fragmenty opublikowane podczas transmisji Raw is War.
4 stycznia 1999, Mick Foley, wówczas znany jako Mankind, zdobył WWF Championship. Na polecenie Erica Bischoffa, komentator Nitro Tony Schiavone na żywo poinformował o wynikach wcześniej nagranego odcinka Raw is War. Co w zamierzeniach miało powstrzymać fanów od przełączenia kanału na Raw is War, przyniosło zupełnie odwrotne skutki. Zwycięstwo Mankinda odciągnęło od Nitro ponad 600 000 oglądających. Tej samej nocy, na Nitro odbyła się niesławna walka Hollywood Hogana z Kevinem Nashem, do wygrania której Hogan użył tylko jednego palca.
Odcinek Raw is War z 10 maja 1999 osiągnął najwyższy w historii programu wynik oglądalności – tego dnia WWF zgromadziło widownię 9,1 mln osób przed telewizorami.
Niedługo później, całym WWF wstrząsnęła tragedia, która wydarzyła się na gali Over the Edge, 23 maja 1999. Owej nocy, Owen Hart zginął, spadając z kilkunastu metrów wprost na narożnik ringu podczas wykonywania wejściówki. WWF zadedykowało mu następny odcinek Raw is War. Odcinek ten był drugim pod względem oglądalności epizodem Raw w historii, lecz przez wielu uznany został za niesmaczny.

### The Nashville Network/The National Network/Spike TV (2000–2005)

#### Kupno WCW (2000−2002)
Podpisanie przez WWF nowego kontraktu telewizyjnego z Viacom spowodowało zmiany w emisji programów federacji. 25 września 2000, Raw zostało przeniesione z USA Network do TNN (późniejsze Spike TV).
W marcu 2001 WWF zakupiło wyniszczone stratami w przychodach i słabą oglądalnością WCW, zawodników, nagrania i prawa autorskie federacji. Ostatni odcinek Nitro odbył się 26 marca 2001. Na samym początku odcinka Vince McMahon ujawnił, że zakupił WCW. Ostatecznie okazało się, że nowym właścicielem WCW nie był Vince, a jego syn – Shane. Doprowadziło to do storyline’u z „The Invasion”, w której zawodnicy WCW rywalizowali z wrestlerami WWF. 1 października 2001, WWF zrezygnowało z nazwy Raw is War na rzecz dawnej nazwy – WWF Raw.

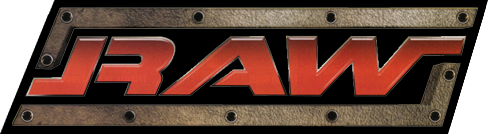
Logo Raw w latach 2002–2006

#### WWE Rawi podział na brandy (2002–2005)
W 2002 roku, WWF postanowiło podzielić swoich zawodników na dwa brandy. Brandy miały otrzymać własne programy, gale, storyline’y i zarząd. Pierwszy „WWE Draft” odbył się na Raw, 25 marca 2002. Każdy wrestler WWF został przypisany do Raw lub SmackDown!. 5 maja 2002, WWF zmieniło nazwę federacji na World Wrestling Entertainment (WWE).
Wrestlerzy mogli występować tylko na przypisanej tygodniówce, a jedynymi wyjątkami od tej zasady byli posiadacze WWE Undisputed Championship i Women’s Championship. W sierpniu 2002, WWE Undisputed Champion Brock Lesnar odmówił obrony tytułu na Raw, podpisując ekskluzywny kontrakt z brandem SmackDown!. Tydzień później, Generalny Menadżer Raw Eric Bischoff podarował World Heavyweight Championship ówczesnemu pretendentowi do WWE Undisputed Championship – Triple H’owi. Ponieważ WWE Undisputed Championship stało się ekskluzywne dla SmackDown!, straciło wyraz „undisputed” w nazwie. Niedługo później, WWE Women’s Championship stało się ekskluzywne dla Raw. Co roku odbywał się nowy WWE Draft, podczas którego brandy wymieniały się zawodnikami.

### Powrót na USA Network (2005–2024)

#### Kontynuacja podziału na brandy (2005–2011)

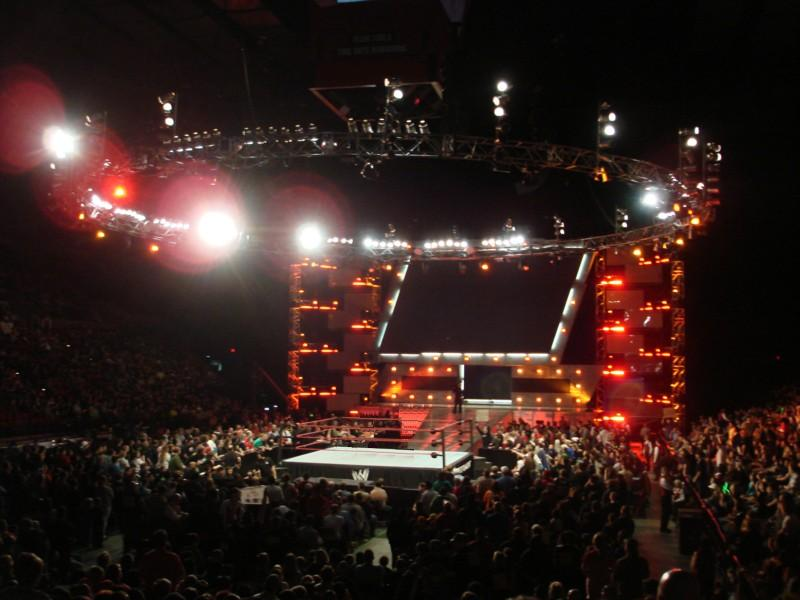
Set Raw używany w latach 2005–2008

W 2005, WWE zdecydowało się nie przedłużać kontraktu ze Spike TV. 4 kwietnia 2005, WWE ogłosiło rozpoczęcie trzyletniej współpracy z NBCUniversal. Raw powróciło na USA Network, a WWE zaczęło sporadycznie transmitować gale na NBC. Poniedziałkowa tygodniówka transmitowana też była w języku hiszpańskim na Telemundo. Pierwszy odcinek Raw na USA Network – „„WWE Homecoming” – odbył się 3 października 2005. Specjalny, trzygodzinny odcinek zebrał przed telewizorami sześciomilionową widownię. Był to najwyższy rating Raw od ponad trzech lat. 2 października 2006, podczas „Raw Family Reunion”, tygodniówka otrzymała nowe logo i motyw muzyczny („...To Be Loved” zespołu Papa Roach). Na odcinku pojawili się też wrestlerzy z brandów SmackDown! i ECW. 23 października 2006, WWE wyemitowało 700. odcinek Raw.
Odcinek Raw z 25 czerwca 2007 miał być trzygodzinnym specjalnym odcinkiem, którego uwaga miała skupić się na wątku rzekomej śmierci postaci Mr. McMahona (dwa tygodnie wcześniej, WWE pokazało segment, w którym Mr. McMahon został zamordowany; w jego limuzynie wybuchła bomba). Odcinek specjalny i wątek śmierci McMahona został jednak wycofany, gdyż dzień wcześniej wrestler WWE, Chris Benoit i jego rodzina zostali znalezieni martwi. Fanów nie wpuszczono na arenę, zaś Raw stało się trzygodzinnym odcinkiem specjalnym, upamiętniającym Chrisa Benoit. Jednakże kiedy dzień później światło dzienne ujrzały informacje o podwójnym morderstwie i samobójstwie wrestlera, WWE wycofało odcinek z emisji (poza Stanami Zjednoczonymi, Raw nadawane było z kilkudniowym opóźnieniem). Niektóre kanały informowały, że odcinek został usunięty z powodów prawnych. Niesławny odcinek specjalny zastąpiono kompilacją walk Johna Ceny. „Zastępcze Raw” oraz odcinek ECW nadany dzień później rozpoczęły się komunikatem Vince’a McMahona, który poinformował fanów, że żadna wzmianka o Chrisie Benoit nie pojawi się już nigdy w programach WWE. Niektóre stacje, emitujące odcinki z kilkutygodniowym opóźnieniem, otrzymały nakaz wycięcia fragmentów z walkami Benoit.
W grudniu 2007, Raw celebrowało 15-lecie istnienia kolejnym trzygodzinnym odcinkiem specjalnym. Podczas WWE Draft Lottery w 2008, CM Punk został przeniesiony na Raw, po czym zdobył World Heavyweight Championship, dotychczas należące do brandu SmackDown. WWE Champion, Triple H, został przeniesiony do niebieskiego brandu, zaś ECW Champion, Kane, trafił do brandu Raw. Rok później, po kolejnym drafcie, WWE Championship powróciło na Raw, a World Heavyweight Championship – na SmackDown.

#### Zakończenie brand extension (2011–2012)
Od lipca 2010 do lipca 2012, Raw rządził Anonimowy Generalny Menedżer, którym ostatecznie okazał się Hornswoggle. Podział na brandy został zniesiony w sierpniu 2011, kiedy to gwiazdy ze SmackDown zaczęły pojawiać się na Raw i vice versa, a nazwa tygodniówki została zmieniona na Raw Supershow.

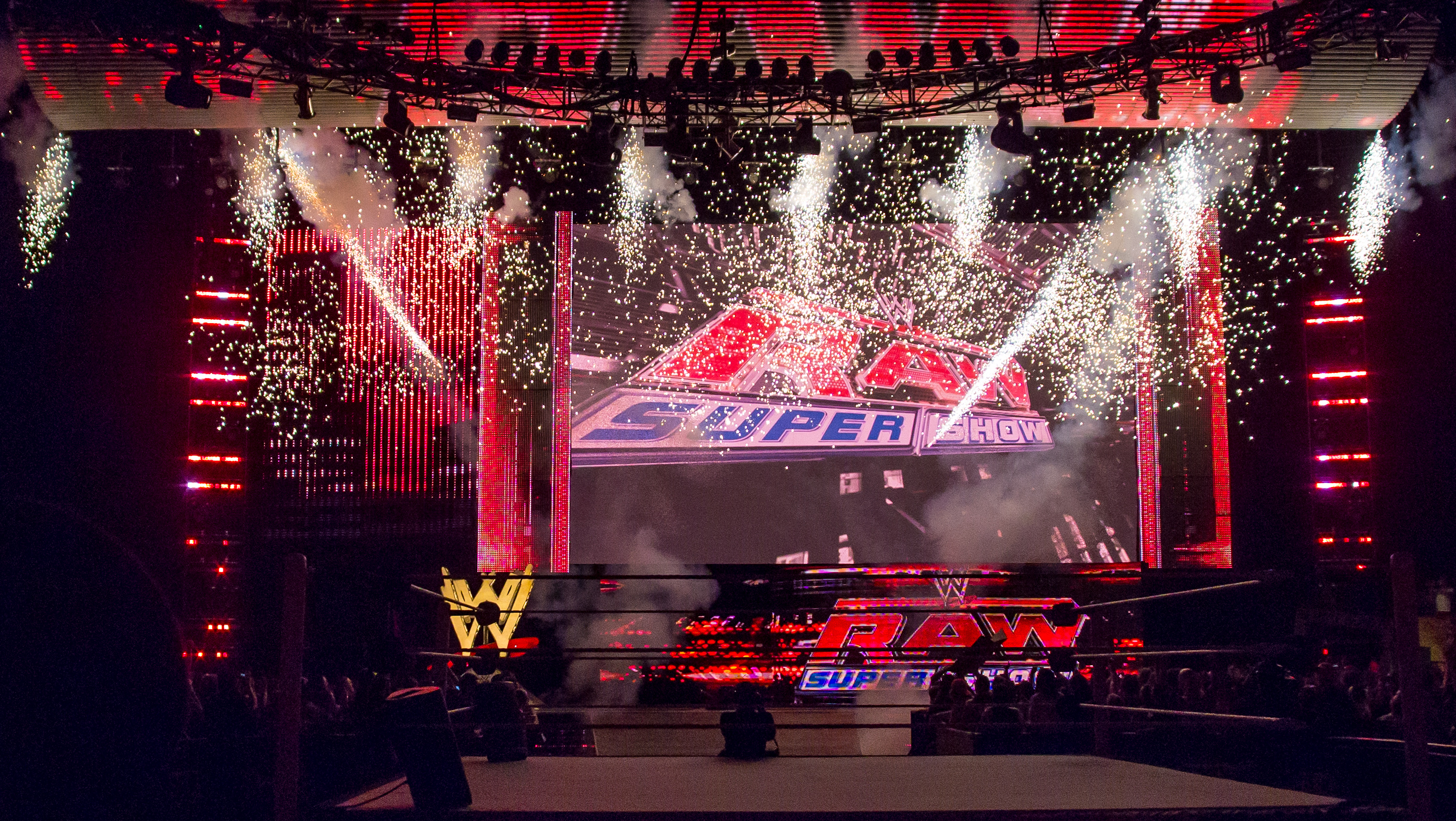
Set Raw Supershow

#### Wprowadzenie formatu trzygodzinnego (2012–2016)
23 lipca 2012, WWE wyemitowało 1000. odcinek Raw. Tej nocy Raw przeszło na format trzygodzinny, a człon Supershow został usunięty z nazwy tygodniówki. W styczniu 2013, Raw celebrowało 20-lecie istnienia.
8 września 2012, komentator Jerry Lawler doznał ataku serca na wizji Raw. W obowiązkach zastąpił go John „Bradshaw” Layfield, który dołączył na stałe do stolika komentatorskiego Raw. W styczniu 2015, do ekipy komentatorów Raw dołączył Booker T, zaś Lawler został przeniesiony na SmackDown. W czerwcu 2015, Booker T porzucił posadę komentatora czerwonej tygodniówki na rzecz udziału w WWE Tough Enough, a jego miejsce zajął Byron Saxton.
Po tym, jak na odcinku Raw z 23 lutego 2015, Divy WWE wzięły udział w starciu drużynowym trwającym zaledwie 30 sekund, na Twitterze pojawił się trend #GiveDivasAChance. Dzięki ogromnemu zaangażowaniu fanów na Twitterze, Stephanie McMahon ogłosiła „rewolucję w Dywizji Div”, wprowadzając do głównego rosteru zawodniczki z WWE NXT.
22 lutego 2016 na Raw, Vince McMahon wręczył nagrodę „Vincent J. McMahon Legacy of Excellence” swojej córce, Stephanie McMahon. Kiedy Stephanie chciała wypowiedzieć się odnośnie do wygranej, przerwał jej powracający do WWE Shane McMahon. Shane skonfrontował się z ojcem i siostrą, wytykając im błędy. Zażądał pełnej kontroli nad Raw, jednocześnie grożąc ojcu, że jeżeli nie otrzyma od niego kontroli nad tygodniówką, wyjawi jeden z jego sekretów. Vince zgodził się pod warunkiem, że Shane wygra Hell in a Cell match na WrestleManii z The Undertakerem. Pomimo przegranej na WrestleManii, Shane otrzymał szansę prowadzenia tygodniówki przez cały miesiąc. Na gali Payback, Vince McMahon podjął ostateczną decyzję: tygodniówkę Raw mają wspólnie prowadzić Shane i Stephanie.

#### Drugi podział na brandy i rewolucja kobiet (od 2016)

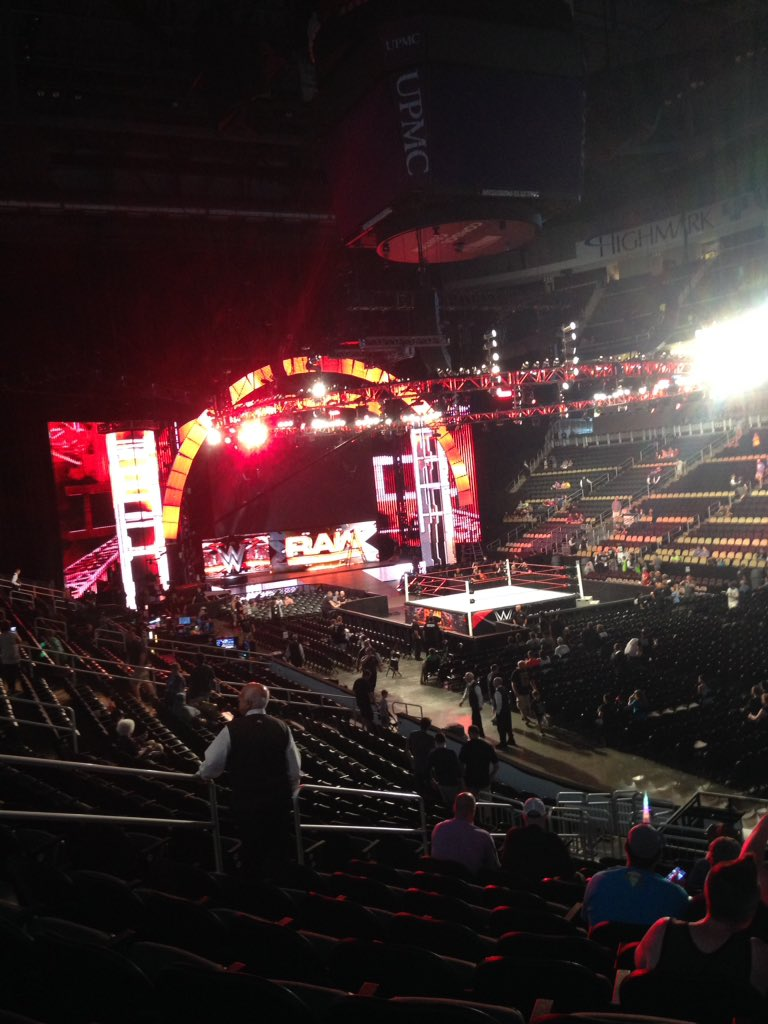
Wygląd areny używany od 25 lipca 2016 do 15 sierpnia 2016

W maju 2016 ogłoszono przywrócenie podziału federacji na brandy z powodu silnego i licznego rosteru oraz ogłoszono, że SmackDown będzie transmitowane na żywo we wtorki. Zmiany miały obowiązywać od 19 lipca.
11 lipca Vince powołał Shane’a na stanowisko komisarza tygodniówki SmackDown, zaś Stephanie – na stanowisko komisarza tygodniówki Raw. 18 lipca, Mick Foley został wybrany przez Stephanie na stanowisko Generalnego Menedżera Raw, zaś Daniel Bryan został wyznaczonym przez Shane’a Generalnym Menedżerem SmackDown. 19 lipca odbył się pierwszy od pięciu lat WWE Draft, w wyniku którego, do Raw przypisano 33 zawodników WWE. 25 lipca ogłoszono wprowadzenie nowego tytułu mistrzowskiego, ekskluzywnego dla poniedziałkowej tygodniówki – WWE Universal Championship. Tego samego dnia, do ekipy komentatorskiej Raw dołączył Corey Graves. Jako część „nowej ery”, Raw otrzymało odświeżony wygląd areny, który powtórnie zmieniono po gali SummerSlam. Tak jak w latach 2002–2005 przesunięto stołek komentatorski przy rampie wejściowej. We wrześniu 2016 przywrócono dywizję cruiserweight, gdzie jej członkowie występują ekskluzywnie na tygodniówkach Raw oraz 205 Live. Z powodu wprowadzenia WWE SmackDown Tag Team Championship oraz WWE SmackDown Women’s Championship dodano człon „Raw” do tytułów WWE Tag Team Championship oraz WWE Women’s Championship.
22 stycznia 2018 roku WWE świętowało 25 lecie Raw, symultanicznym pokazem w Barclay’s Center na Brooklynie i w domu pierwszego Monday Night Raw, Manhattan Center. W następnym tygodniu Raw zaktualizowało swoją grafikę i piosenki przewodnie. 19 lutego na odcinku Raw, sześć dni przed Elimination Chamber, siedmiu uczestników męskiego Elimination Chamber matchu, Braun Strowman, Elias, Finn Bálor, John Cena, Roman Reigns, Seth Rollins i The Miz, wzięło udział w Gauntlet matchu, który zaczął się od Reignsa i Rollinsa. Strowman wygrał Gauntlet matchu, przypinając The Miza w najdłuższym meczu w historii WWE, trwającym prawie dwie godziny.
Od 13 marca 2020 roku wszystkie gale z tour WWE zostały odwołane na czas nieokreślony z powodu pandemii COVID-19, a SmackDown, Raw i pay-per-view były transmitowane ze studia w WWE Performance Center w Orlando na Florydzie bez rozpoczynającej się publiczności tej nocy. 17 sierpnia WWE ogłosiło, że SmackDown, Raw i pay-per-view zostaną przeniesione z Performance Center do „WWE ThunderDome” w Amway Center w Orlando, zaczynając od SmackDown z 21 sierpnia. Program był nadal nadawany za zamkniętymi drzwiami drzwi, ale z wirtualną publicznością i ulepszoną produkcją na arenie. WWE powróciło do hostingu i trasy zarówno dla brandów SmackDown, jak i Raw w czerwcu 2021 roku.

### Netflix (2025–obecnie)
We wrześniu 2023 roku USA Network ogłosiło, że SmackDown powróci do Networka w październiku 2024 roku, po wygaśnięciu kontraktu z Fox; jednocześnie zgłoszono, że prawa do Raw i NXT są na rynku i cieszą się dużym zainteresowaniem wśród sieci liniowych i obiektów cyfrowych. 23 stycznia 2024 roku TKO Group ogłosiło, że Netflix nabędzie prawa do Raw począwszy od stycznia 2025 roku, w ramach rzekomo 10-letniej umowy o wartości 500 milionów dolarów rocznie (mniej więcej dwukrotność wartości obecnej umowy WWE z NBCUniversal). Umowa obejmie początkowo Stany Zjednoczone, Kanadę, Wielką Brytanię i Amerykę Łacińską, a w przyszłości zostaną dodane inne terytoria. Umowa obejmuje również międzynarodowe prawa do treści WWE poza Stanami Zjednoczonymi, w tym SmackDown i NXT, gal pay-per-view i innych treści pobocznych. Chociaż kontrakt miał wygasać w październiku 2024 roku, WWE osiągnęło krótkoterminowe przedłużenie umowy z NBCUniversal, aby utrzymać Raw na USA Network do końca roku; od 7 października do 30 grudnia Raw zostało skrócone z trzech do dwóch godzin; Dziennikarz wrestlingowy Dave Meltzer stwierdził, że było to żądanie USA Network. 4 stycznia 2025 roku WWE chief content officer Paul "Triple H" Levesque powiedział, że długość serialu na Netflix będzie elastyczna i po raz pierwszy nie będzie miała stałego czasu trwania ze względu na przewagę platformy streamingowej nad ustalonymi czasami emisji w telewizji kablowej, a także Levesque stwierdził, że średni czas trwania wyniesie około 2,5 godziny.

## Produkcja

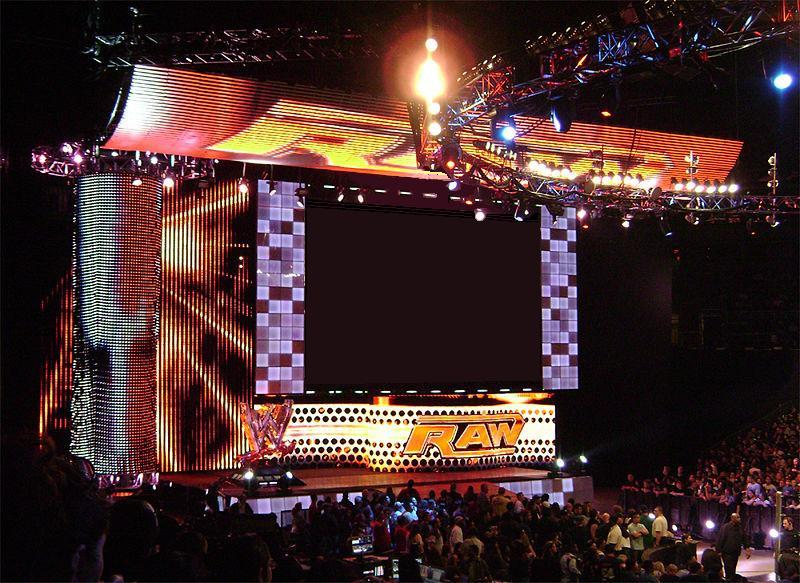
Set Raw używany w latach 2008–2012

W skład pierwotnego setu Raw wchodził ring z czerwonymi, białymi i niebieskimi linami, niebieskim apronem ringowym oraz niebieskimi schodkami. Ponadto, wrestlerzy wychodzili zza kulis na mały stage zrobiony z neonowych tub. W 1995, nad wejściem do ringu umieszczono wielki napis „RAW”. Od 10 marca 1997, Raw, trwające dwie godziny, zostało podzielone na dwie części w celu polepszenia ratingów. Pierwszą częścią było Raw is War, a drugą – War Zone. W 1997, WWF zmieniło kolor lin na czerwony oraz umieściło logo Raw is War na apronie ringowym i wysoko nad ringiem. Dodatkowo, WWF odświeżyło stage, zastępując napis nad wejściem wielkim ekranem (tzw. TitanTronem). WWE odświeżyło wygląd TitanTronu Raw w 2002. W tym samym czasie, WWE zaczęło reklamować swoją stronę internetową na apronie ringowym, a czerwone liny były okazjonalnie zastępowane czarnymi.
W 2006 stojący do tej pory przy stage’u stolik komentatorski został przeniesiony w pobliże ringu. W 2008, Raw przeszło na format HD, a WWE ujednoliciło styl stage’u wszystkich cotygodniowych programów, każda jednak prezentowała własne barwy. Dwa lata później, czerwone liny ringu zastąpione zostały białymi. Podczas 1000. odcinka Raw w lipcu 2012, WWE odświeżyło logo Raw i grafiki związane z tygodniówką. Od 2014, wszystkie grafiki Raw prezentują nowe logo WWE, wprowadzone przy starcie WWE Network. W 2015, zwrócona do kamery strona apronu ringowego została zastąpiona panelem LEDowym.
Po drugim podziale na brandy w lipcu 2016, WWE przywróciło czerwone liny w ringu tygodniówki Raw. Odświeżono także wygląd stage’u, grafik i loga tygodniówki, zaś stolik komentatorski został przeniesiony w pobliże rampy. Przez kolejne lata WWE zmieniało wygląd setu kilkukrotnie.

Logo Raw z lat 2019–2024

Ze względu na pandemię COVID-19 wszystkie programy WWE zawiesiły występy koncertowe od połowy marca 2020 roku do połowy lipca 2021 roku. Wszystkie transmisje Raw były kręcone za zamkniętymi drzwiami bez udziału widzów, początkowo z WWE Performance Center w Orlando, wcześniej powrót do scenerii areny z zamkniętym planem znanym jako „ThunderDome” - który obejmował produkcję na większą skalę, bardziej nawiązującą do występów objazdowych, ale z wirtualną publicznością wyświetlaną na trybunie zbudowanej z tablic wideo. Wraz z powrotem do występów na żywo w lipcu 2021 roku, zarówno na Raw, jak i SmackDown, przyjęto nową uniwersalną scenę z ekranem LED o wysokiej rozdzielczości i coraz większym wykorzystaniem grafiki rzeczywistości rozszerzonej w produkcji telewizyjnej. We wrześniu 2021 roku ringowe zmieniły kolor z czerwonego na biały, co znalazło również odzwierciedlenie na SmackDown. 22 listopada tego roku wprowadzono zaktualizowaną wersję logo 2019 wraz z nową grafiką. Piosenka przewodnia została zmieniona na „Greatness” przez Vo Williamsa, która pozostała piosenką przewodnią do 20 listopada 2023 roku, kiedy to została zmieniona na „Born to Be” przez def rebel, artystę stojącego za wkładem muzycznym WWE do jego programu, który jest wykonywany przez Supreme Madness. Motywy piosenek obejmowały „Survival”, „Eye of an Warrior” i „Legacy”.

### Motywy muzyczne
| Nazwa piosenki                                         | Autor/Zespół              | Data używania                                       | Odn.                 |
| ------------------------------------------------------ | ------------------------- | --------------------------------------------------- | -------------------- |
| „Monday Night Raw”                                     | Jim Johnston              | 11 stycznia 1993 – 3 marca 1997                     | [ 76 ] [ 77 ]        |
| „Raw”                                                  | Jim Johnston              | 1993 – 1995                                         | [ 76 ] [ 78 ]        |
| „The Beautiful People”                                 | Marilyn Manson            | 10 marca 1997 – 24 marca 1997                       | [ 76 ] [ 79 ]        |
| "Thorn In Your Eye”                                    | WWE Superstars & Slam Jam | 31 marca 1997 – 25 marca 2002                       | [ 76 ] [ 80 ] [ 81 ] |
| „We’re All Together Now”                               | WWE Superstars & Slam Jam | 31 marca 1997 – 25 marca 2002                       | [ 76 ] [ 82 ]        |
| „Across the Nation”                                    | The Union Underground     | 1 kwietnia 2002 – 2 października 2006               | [ 76 ] [ 83 ]        |
| „...To Be Loved”                                       | Papa Roach                | 9 października 2006 – 9 listopada 2009              | [ 76 ] [ 84 ] [ 85 ] |
| „Burn It to the Ground”                                | Nickelback                | 16 listopada 2009 – 16 lipca 2012                   | [ 76 ] [ 86 ] [ 87 ] |
| "Tonight Is the Night”                                 | Outasight                 | 23 lipca 2012 (tylko użyta podczas Raw 1000)        | [ 76 ] [ 88 ] [ 89 ] |
| „The Night”                                            | CFO$ (Kromestatik)        | 23 lipca 2012 – 18 lipca 2016                       | [ 76 ] [ 90 ]        |
| „Enemies”                                              | Shinedown                 | 25 lipca 2016 – 22 stycznia 2018                    | [ 91 ]               |
| „My Songs Know What You Did in the Dark (Light Em Up)” | Fall Out Boy              | 22 stycznia 2018 (tylko użyta podczas Raw 25 Years) |                      |
| „Born for Greatness”                                   | Papa Roach                | 29 stycznia 2019 – 23 września 2019                 |                      |
| „Legendary”                                            | Skillet                   | 30 września 2019 – 12 października 2020             | [ 92 ]               |
| „The Search”                                           | NF                        | 19 października 2020 – 15 listopada 2021            | [ 93 ]               |
| „Greatness”                                            | Vo Williams               | 22 listopada 2021 – 13 listopada 2023               | [ 94 ]               |
| „I'm Good (Blue)”                                      | David Guetta i Bebe Rexha | 23 stycznia 2023 (tylko użyta podczas Raw is XXX)   | [ 95 ]               |
| „Born to Be”                                           | def rebel                 | 20 listopada 2023 – 30 grudnia 2024                 | [ 96 ]               |
| „4X4”                                                  | Travis Scott              | od 6 stycznia 2025                                  | [ 97 ]               |

Uwagi
1. ↑  Zremiksowana wersja została wydana 18 sierpnia 2014 roku.

## Specjalne odcinki
Przez całą historię istnienia Raw, sporadycznie emitowano odcinki specjalne. Przykładowo, od 2008 do 2015 co roku emitowany jest specjalny odcinek Raw z wręczaniem Slammy Awards. Inne są odcinkami poświęconymi niedawno zmarłym wrestlerom lub zawodnikom, którzy odeszli na emeryturę. Niektóre są celebracjami rocznic lub osiągnięć programu.

## Mistrzowie
Podobnie jak podczas pierwszego podziału na brandy, obecnie na Raw pojawiają się jedynie posiadacze mistrzostw przypisanych do tygodniówki (World Heavyweight Championship, Women’s World Championship, WWE Intercontinental Championship, WWE Women’s Intercontinental Championship i World Tag Team Championship).
- WWE Women’s Tag Team Championship jest bronione w każdym z trzech brandów.

| Mistrzostwo                               | Obecny mistrz(owie) | Obecny mistrz(owie)                         | Panowanie | Data zdobycia         | Dni | Miejsce                     | Dodatkowe informacje |
| ----------------------------------------- | ------------------- | ------------------------------------------- | --------- | --------------------- | --- | --------------------------- | --- |
| World Heavyweight Championship            |                     | Seth Rollins                                | 2         | 2 sierpnia 2025(dts)  | 18  | East Rutherford, New Jersey | Pokonał poprzedniego mistrza CM Punka, wykorzystując swój kontrakt kontrakt Money in the Bank na pierwszej nocy SummerSlam. |
| Women’s World Championship                | —                   | Wakat                                       | —         | 18 sierpnia 2025(dts) | —   | Filadelfia, Pensylwania     | Naomi zrzekła się tytułu z powodu pójścia na urlop macierzyński na odcinku Raw. |
| WWE Intercontinental Championship         |                     | Dominik Mysterio                            | 1         | 20 kwietnia 2025(dts) | 122 | Paradise, Nevada            | Pokonał poprzedniego mistrza Brona Breakkera, Pentę i Finna Bálora w Fatal 4-way matchu na drugiej nocy WrestleManii 41. |
| WWE Women’s Intercontinental Championship |                     | Becky Lynch                                 | 1         | 7 czerwca 2025(dts)   | 74  | Inglewood, Kalifornia       | Pokonała poprzednią mistrzynię Lyrę Valkyrię w Last Chance matchu na Money in the Bank. Gdyby Lynch przegrała, nigdy nie byłaby w stanie ponownie walczyć o tytuł tak długo, jak Valkyria byłaby mistrzynią. Odkąd Valkyria przegrała, musiała podnieść rękę Lynch i uznać ją za lepszą kobietę. |
| World Tag Team Championship               |                     | The Judgment Day (Finn Bálor i JD McDonagh) | 2 (4, 2)  | 30 czerwca 2025(dts)  | 51  | Pittsburgh, Pensylwania     | Pokonali poprzednich mistrzów The New Day (Kofiego Kingstona i Xaviera Woodsa) na odcinku Raw. |
| WWE Women’s Tag Team Championship         |                     | Alexa Bliss i Charlotte Flair ‡             | 2 (2, 4)  | 2 sierpnia 2025(dts)  | 18  | East Rutherford, New Jersey | Pokonały poprzednie mistrzynie The Judgement Day (Raquel Rodriguez i Roxanne Perez) na pierwszej nocy SummerSlam. |